# إريك سترويلينس
إريك سترويلينس مواليد 3 نوفمبر 1969 في بلجيكا، هو لاعب كرة سلة بلجيكي معتزل. بدأ مسيرته الاحترافية في سنة 1988. اعتزل اللعب في 2010.

## المسيرة الاحترافية
لعب مع سبيرو شارلوروا في موسم 1995–1996، ثم لعب مع ريال مدريد لكرة السلة في الدوري الإسباني من سنة 1998 إلى 2002، ثم لعب مع نادي سانت جوسيب لكرة السلة من سنة 2002 إلى 2005.

## روابط خارجية
- إريك سترويلينس على موقع الاتحاد الدولي لكرة السلة (الإنجليزية)
- إريك سترويلينس على موقع الدوري الإسباني لكرة السلة (الإسبانية)
- إريك سترويلينس على موقع كرة السلة الأوروبية.كوم (الإنجليزية)
- إريك سترويلينس على موقع ريلجم (الإنجليزية)
- إريك سترويلينس على موقع بروبوليرز (الإنجليزية)
- إريك سترويلينس على موقع سبورتس رفرنس (الإنجليزية)